# 2005年教宗选举秘密会议
2005年教宗选举秘密会议是教宗若望保祿二世在2005年4月2日去世後，天主教會為了選出新教宗而舉行的教宗選舉秘密會議。依据天主教法典，选举必须在前任教宗死後15天至20天内举行（4月17日－4月22日）。全世界符合被提名為教宗的樞機，在2005年4月18日開始在梵蒂冈的西斯汀小堂舉行教宗選舉秘密會議。經過4輪的投票失敗後，於4月19日17時49分，西斯汀小堂的烟囱冒出白煙，代表樞機團已選出新教宗；18時04分，圣伯多禄大殿响起钟声，正式確認新教宗已被選出。新教宗的姓名及名號在18時41分由執事級首席樞機，智利籍的豪爾赫·阿圖羅·阿古斯汀·梅迪納·埃斯特維斯樞機在聖伯多祿大殿的中央陽台宣布，新教宗為樞機團團長，德国籍的若瑟·拉辛格樞機，並取名號「本篤十六世」。18時48分，新教宗登上聖伯多祿大殿的中央陽台與信眾見面並给予信眾首个宗座祝福（Apostolic Blessing），即《致全城與全球》（「全城」指教宗駐地羅馬）的降福，于圣伯多禄广场的信众则高呼“教宗万岁”（Viva il Papa）。拉辛格樞機於4月24日在聖伯多祿廣場舉行的教宗就職彌撒後正式成為天主教第265任教宗。

## 教宗选举规程
教宗选举就是枢机团选出新教宗的过程。与传统不同的是，根据1996年的宗座憲令「主的普世羊群」，枢机们在秘密会议期间不必一直被锁在西斯汀小堂里。不过，在休会期间住在圣玛尔大之家的枢机們也无法通过电视、广播、或者网络与外界沟通。
尽管當時总共有183位枢机，但教宗保禄六世于1971年规定，在秘密会议开始之际年过80的枢机不得参与教宗选举。该限定1996年经若望·保禄二世修订为教宗逝世时年届80的枢机不得参加。保禄六世还限制枢机人数不得超过120人，但若望·保禄二世在任命枢机的时候没有遵循这一限制。到2005年4月2日为止，共有117位有资格参加秘密会议的，也就是80岁以下的枢机。除了三位以外，他们都是由若望·保禄二世册封的，他还曾在2003年秘密册封了一位枢机（即「默存心中」），但他的身份和年龄都从未公开。若望·保禄二世去世前既没有说出也没有以任何书面方式宣示他「默存心中」的枢机的身份。这位「默存心中」的枢机也就等于在4月2日卸任了。
参加选举的枢机来自52个国家，略高于1978年的49个，其中三十个国家只有一个代表。来自意大利的枢机最多，达到了20位，其次是美国，有11位。有两位枢机因为健康原因无法参加选举。这次115人的选举将成为参与人数最多的一次教宗选举，1978年的两次选举只有111人参与。
2005年4月9日，星期六，130位枢机在梵蒂冈集会（其中包括一些不参与投票的枢机），决定在秘密会议结束之前不与媒体接触。
按国别列出选举人数目：
- 20位选举人：意大利
- 11位选举人：美国
- 6位选举人：德国，西班牙
- 5位选举人：法国
- 4位选举人：巴西，墨西哥
- 3位选举人：加拿大，哥伦比亚，印度，波兰
- 2位选举人：智利，匈牙利，日本，尼日利亚，菲律宾，葡萄牙，乌克兰，英国
- 1位选举人：阿根廷，澳大利亚，奥地利，比利时，玻利维亚，波黑，喀麦隆，刚果，克罗地亚，古巴，捷克，多米尼加，加纳，危地马拉，洪都拉斯，印度尼西亚，爱尔兰，科特迪瓦，拉脱维亚，立陶宛，马达加斯加，荷兰，新西兰，尼加拉瓜，秘鲁，南非，苏丹，瑞士，叙利亚，坦桑尼亚，泰国，乌干达，越南

| 樞機選舉人分布 |                                                                                                  |
| -------------- | ------------------------------------------------------------------------------------------------ |
| 意大利         | 20                                                                                               |
| 歐洲其餘部分   | 38                                                                                               |
| 北美洲         | 22                                                                                               |
| 拉丁美洲       | 13                                                                                               |
| 非洲           | 11                                                                                               |
| 亞洲           | 11                                                                                               |
| 大洋洲         | 2                                                                                                |
| 出席選舉人     | 115                                                                                              |
| 缺席           | 2 辛海棉樞機（菲律賓馬尼拉總教區總主教） 阿多夫·蘇亞雷斯·里維拉樞機 （墨西哥蒙特雷總教區總主教） |
| 前任教宗       | 若望·保祿二世（1978年10月至2005年）                                                              |
| 新任教宗       | 本篤十六世（2005年至2013年）                                                                     |

## 过去的选举记录
在经过了一位任期很长的教宗之后，教宗选举传统上会推举一位较年长的枢机，以确保产生一任短暂的、过渡性的教宗，也就是意大利俗话说的“一位胖教宗后面跟着一位瘦教宗”（"After a fat pope a lean pope"）。这次有一位很符合这个条件的“候选教宗”，也就是现年77岁的枢机约瑟夫·拉辛格。作為枢机团團长的他是一位德国保守派，是教宗若望·保禄二世最贴身的副手和心腹。尤为重要的是，大家公认他是教宗贯彻教理的得力助手。推举拉辛尔的人希望他能秉承若望保禄二世的保守观念。不过，也有人认为他更适合“勤王”，也就是做为教宗的谋士来影响决策，而非自己担任教宗。拉辛格也是本次仅有的三位连续参加了两届教宗选举的枢机之一。
新选出的教宗往往与前任有着非常明显的区别。在这样的背景下，本笃十六世的观点或许太接近若望·保禄二世，而不足以体现区别。按照以往的历史，也许会有一位不那么醉心神学，不那么具有个人魅力而是更侧重行政事务的人被推举为教宗。可以认为若望·保禄二世并不是一个行政人员，而更多地是一位思想家和世界领导人。

## 主要候选人
一些人被認為有可能是下一任教宗：
| 姓名                          | 国籍     | 级别                    | 任职                                           | 年龄 | 册封枢机年份 |
| ----------------------------- | -------- | ----------------------- | ---------------------------------------------- | ---- | ------------ |
| 約瑟夫·拉辛格                 | 德国     | 主教级枢机 枢机团团长   | 信理部榮休部長                                 | 78   | 1977年       |
| 安傑洛·索達諾                 | 義大利   | 主教级枢机 枢机团副团长 | 榮休國務卿                                     | 77   | 1991年       |
| Alfonso López Trujillo        | 哥伦比亚 | 主教级枢机              | 宗座家庭理事會榮休主席                         | 69   | 1983年       |
| 喬瓦尼·巴斯提塔·雷            | 義大利   | 主教级枢机              | 主教部榮休部長                                 | 71   | 2001年       |
| 辛海棉                        | 菲律賓   | 司铎级枢机              | 馬尼拉總教區榮休總主教                         | 76   | 1976年       |
| 哥德弗里德·丹尼爾斯           | 比利时   | 司铎级枢机              | 梅赫倫-布魯塞爾總教區總主教                    | 72   | 1983年       |
| 若望-马里·吕斯蒂热            | 法國     | 司铎级枢机              | 巴黎總教區榮休總主教                           | 78   | 1983年       |
| 方濟各·安霖澤                 | 奈及利亞 | 司铎级枢机              | 禮儀及聖事部榮休部長                           | 72   | 1985年       |
| 米洛斯拉夫·弗爾克             | 捷克     | 司铎级枢机              | 布拉格總教區總主教                             | 72   | 1994年       |
| 海梅·路加·奧特加              | 古巴     | 司铎级枢机              | 哈瓦那總教區總主教                             | 68   | 1994年       |
| 迪奧尼吉·泰塔曼齊             | 義大利   | 司铎级枢机              | 总主教                                         | 71   | 1998年       |
| 克里斯托弗·舍恩博恩伯爵       | 奥地利   | 司铎级枢机              | 维也纳总教区总主教                             | 60   | 1998年       |
| 諾爾維托·里韋拉·卡雷拉        | 墨西哥   | 司铎级枢机              | 墨西哥城总教区总主教                           | 62   | 1998年       |
| 伊萬·迪亞斯                   | 印度     | 司铎级枢机              | 孟买总教区总主教                               | 69   | 2001年       |
| 吉拉·馬熱拉·阿涅洛            | 巴西     | 司铎级枢机              | 巴伊亞的聖萨尔瓦多总教区总主教                 | 71   | 2001年       |
| 方濟各·哈維爾·埃拉蘇利斯·奧薩 | 智利     | 司铎级枢机              | 智利聖地牙哥總教區總主教                       | 71   | 2001年       |
| 奧斯卡·羅德里格斯·馬拉迪亞加  |          | 司铎级枢机              | 特古西加尔巴总教区总主教                       | 62   | 2001年       |
| 若望·西普里亞尼               | 秘魯     | 司铎级枢机              | 利马总教区总主教                               | 61   | 2001年       |
| 克勞迪奧·胡默斯               | 巴西     | 司铎级枢机              | 圣保罗总教区总主教                             | 70   | 2001年       |
| 豪爾赫·馬里奧·貝戈格里奧      | 阿根廷   | 司铎级枢机              | 布宜诺斯艾利斯总教区总主教                     | 68   | 2001年       |
| 若瑟·保理加布                 | 葡萄牙   | 司铎级枢机              | 里斯本宗主教區宗主教                           | 69   | 2001年       |
| 塞維利諾·珀萊托               | 義大利   | 司铎级枢机              | 都灵总教区总主教                               | 72   | 2001年       |
| 科爾馬克·墨菲-奧康納          | 英国     | 司铎级枢机              | 威斯敏斯特总教区总主教                         | 72   | 2001年       |
| 盧博米爾·胡薩爾               | 乌克兰   | 司铎级枢机              | 烏克蘭希臘禮天主教 基輔-加利奇大總教區大總主教 | 72   | 2001年       |
| 安傑洛·斯科拉                 | 義大利   | 司铎级枢机              | 威尼斯宗主教区宗主教                           | 63   | 2003年       |
| 恩尼奧·安東內利               | 義大利   | 司铎级枢机              | 佛罗伦萨总教区总主教                           | 68   | 2003年       |
| 塔爾奇西奧·貝爾托內           | 義大利   | 司铎级枢机              | 热那亚总教区总主教                             | 70   | 2003年       |
| 彼得·科多·阿皮亞·圖克森       |          | 司铎级枢机              | 海角城总教区总主教                             | 56   | 2003年       |
| 馬克·烏埃勒                   | 加拿大   | 司铎级枢机              | 魁北克总教区总主教                             | 60   | 2003年       |
| 達里奧·卡斯崔隆·霍約斯        | 哥伦比亚 | 执事级枢机              | 圣职部榮休部长                                 | 75   | 1998年       |
| 克萊申基奧·塞佩               | 義大利   | 执事级枢机              | 萬民福音部榮休部长                             | 61   | 2001年       |
| 瓦爾特·卡斯珀                 | 德国     | 执事级枢机              | 宗座基督徒合一促進理事會榮休主席               | 72   | 2001年       |

（注：罗马教廷多数机构的有效任期在一任教宗去世时到期。所有在表内职务列为“前任”者都是若望·保禄二世去世时在任者。）
本次參與選舉的人中僅有三位，鮑姆、拉辛尔和辛海綿參與過1978年的教宗選舉。 儘管梵蒂冈学家認為目前的樞機團比較保守，以往的歷史（1878, 1903和1958年的教宗選舉就是明證）顯示，即使樞機團是由明顯傾嚮保守或開明的教宗指定的，而且其成員也有着共同的理論觀點，卻未必會選出一名同樣性質的教宗。
梵蒂冈学家的假设当选条件包括如下数条：
- 枢机团，尽管较之从前少了欧洲主导的势力，不大可能选择这个时候推举一位非洲教宗— 上一位来自非洲的教宗是哲拉旭一世（Saint Gelasius I，死于496年）— 或者是来自菲律宾的教宗。
- 选出一位来自美国或者法国的教宗则会被认为过于保守。
- 来自意大利的枢机们希望再次选出一位意大利教宗，因而可能将选票集中在单一的意大利候选者，而非像1978年那样造成选票分流，导致非意大利教宗的产生。（媒体报道指出，米兰的枢机泰塔曼齐很可能就是大家统一推举的候选者。）大家应该知道，非意大利教宗在历史上是少之又少，若望·保禄二世上一任的非意大利教宗是几乎500年前的教宗亚德六世（1522年–1523年）.
- 很有可能会产生一位来自拉丁美洲的教宗，这也将成为历史上的第一次；布宜诺斯艾利斯、圣保罗、特古西加尔巴（Tegucigalpa）、和墨西哥城的几位大主教都是可能的人选，哥伦比亚的枢机Alfonso López Trujillo和枢机Dario Castrillón Hoyos也很有可能。

还有三点也不能忽略。
- 首先，并没有条款限制枢机团一定要在成员中选出一位教宗。理论上任何成年的男性天主教徒，当然，必须是神职人员，都可以是候选人。当然，他们当选的几率很小（上一位当选的时候不是枢机的教宗是乌尔班六世，任期1378年 至 1379年）有传言称Giovanni Montini（后来的教宗保禄六世）在1958年的教宗选举中获得过一些选票，尽管当时他还只是米兰大主教，却不知为什么拒绝了教宗庇护十二世对他名正言顺的枢机任命。有可能一些枢机们认为应当成为枢机团成员却或许由于教宗病情缠身无法召集御前会议而未能任命为枢机的大主教会被选为新教宗。
- 其次，参选的枢机总是会给一位超过80岁的枢机投票，因为他们已经不能参与投票了。
- 最后，也是关键的，作为候选教宗的枢机并不是总会被选上。有这么一个古话“走进秘密会议当教宗，出来就成了枢机”（"He who enters the conclave as Pope leaves it as a Cardinal."） 踌躇满志走进秘密会议以为稳操胜券的人，往往不是最终成为教宗的人。1978年，一位作为候选教宗的枢机被认为是圣座最有力的接班人，却因为穿不下教宗的法衣而不得不接受快速节食。取而代之的是枢机Albino Luciani，他一直觉得自己不可能当上教宗，因而连头发也没有剃（看看官方发布的照片就明白了），尽管当选的时候他的脚也肿的很大，连家人买给它的鞋也穿不下。

## 選舉過程
4月18日下午，西斯汀小堂的煙囪冒出了此次選舉的第一次黑煙，這也說明了第一輪投票已經結束，而且最高票者未達總數之三分之二（77票），第一輪投票失敗。4月19日上午，經過了第二輪及第三輪的投票，樞機團依然未能達成共識，投票失敗。而於同日下午的第四輪的投票，樞機團達成了共識，於4月19日17時49分，西斯汀小堂的煙囪冒出了白煙，投票成功並選出新教宗。 
樞機團的執事級首席樞機，智利籍喬治·梅迪納樞機其後登上聖伯多祿大殿中央陽台向聖伯多祿廣場的信眾以拉丁語宣布新教宗的姓名、名號及以意大利語、西班牙語、法語、德語、英語稱呼各信徒。該拉丁語、意大利語、西班牙語、法語、德語、英語的宣布如下：
Fratelli e sorelle carissimi 

Queridísimos hermanos y hermanas. 

Bien chers frères et sœurs.

Liebe Brüder und Schwestern.

Dear brothers and sisters.

Annuntio vobis gaudium magnum:

HABEMUS PAPAM!

Eminentissimum ac Reverendissimum Dominum,

Dominum Iosephum Sanctæ Romanæ Ecclesiæ Cardinalem Ratzinger,

qui sibi nomen imposuit Benedicti Decimi Sexti

中文翻譯如下：
各位弟兄姊妹（意大利語）

各位弟兄姊妹（西班牙語）

各位弟兄姊妹（法語）

各位弟兄姊妹（德語）

各位弟兄姊妹（英語）

我十分高興向你們宣布：

我們有了教宗！

他是最傑出和最可敬的

神聖羅馬教會約瑟夫·拉辛格樞機

以「本篤十六世」作為他的名號

新教宗的姓名為78歲的約瑟夫·拉辛格樞機（Cardinal Joseph Ratzinger），並取名號為「本篤十六世」（Benedict XVI）。他是史上第八位樞機團團長當選教宗，也是450年來的第一次。上一位當選教宗的樞機團團長為1555年至1559年出任教宗的教宗保祿四世。
新教宗於10月16日19時15分登上聖伯多祿大教堂中央陽台給予信眾首個宗座祝福（Apostolic Blessing），即「全城與全球」（Urbi et Orbi，全城指教宗駐地羅馬）的降福。

## 未證實的選舉票數
參與教宗選舉秘密會議的樞機或因特殊原因而在場的非樞機者不可就秘密會議的任何內容以任何方法向外間（除參與該次教宗選舉秘密會議的樞機則例外）透露，否則會自科絕罰。以下的聲稱選舉結果出自一位無名樞機的日記，要當選教宗需要77票。
第一輪投票：（4月18日下午）
- 約瑟夫·拉辛格樞機（樞機團團長） ― 47票（40.87%，尚欠30票）
- 豪爾赫·伯格里奧樞機 （後來的教宗方濟各）― 10票（8.70%，尚欠67票）
- 卡羅·瑪莉亞·馬提尼樞機 ― 9票（7.83%,，尚欠68票）
- Camillo Ruini樞機 ― 6票（5.22%，尚欠71票）
- 安傑洛·索達諾樞機（樞機團副團長） ― 4票（3.48%，尚欠73票）
- 羅德里格斯·馬拉迪亞加樞機 ― 3票（2.61%，尚欠74票）
- Dionigi Tettamanzi樞機 ― 2票（1.74%，尚欠75票）
- 賈科莫·比菲樞機 ― 1票（0.87%，尚欠76票）
- 其他樞機合計 ― 33票（28.68%）

第一輪投票結果：失敗
第二輪投票：（4月19日上午）
- 約瑟夫·拉辛格樞機（樞機團團長） ― 65票（56.52%，尚欠12票，比第一輪投票多18票）
- 豪爾赫·伯格里奧樞機 （後來的教宗方濟各）― 35票（30.44%，尚欠42票，比第一輪投票多25票）
- 安傑洛·索達諾樞機（樞機團副團長） ― 4票（3.48%，尚欠73票，比第一輪投票無變化）
- Dionigi Tettamanzi樞機 ― 2票（1.74%，尚欠75票，比第一輪投票無變化）
- 賈科莫·比菲樞機 ― 1票（0.87%，尚欠76票，比第一輪投票無變化）
- 其他樞機合計 ― 8票（6.95%）

第二輪投票結果：失敗
第三輪投票：（4月19日上午）
- 約瑟夫·拉辛格樞機（樞機團團長） ― 72票（62.61%，尚欠5票，比第二輪投票多7票）
- 豪爾赫·伯格里奧樞機 （後來的教宗方濟各）― 40票（34.78%，尚欠37票，比第二輪投票多5票）
- 達里奧·卡斯崔隆·霍約斯樞機 ― 1票（0.87%，尚欠76票）
- 其他樞機合計 ― 2票（1.74%）

第三輪投票結果：失敗
第四輪投票：（4月19日下午）
- 約瑟夫·拉辛格樞機（樞機團團長） ― 84票（73.01%，比當選門檻多7票，比第三輪投票多12票）
- 豪爾赫·伯格里奧樞機 （後來的教宗方濟各）― 26票（22.61%，尚欠51票，比第三輪投票少14票）
- 賈科莫·比菲樞機 ― 1票（0.87%，尚欠76票）
- 羅伯納樞機 ― 1票（0.87%，尚欠76票）
- 克里斯托弗·勳博恩樞機 ― 1票（0.87%，尚欠76票）
- 其他樞機合計 ― 2票（1.74%）

第四輪投票結果：成功，選出樞機團團長約瑟夫·拉辛格樞機為新教宗

## 20世紀教宗選舉秘密會議

### 当选前并非候选教宗者
- 庇護十世
- 庇護十一世
- 若望二十三世
- 若望·保祿一世
- 若望·保祿二世（尽管若望·保祿一世曾预测卡羅爾·沃伊蒂瓦樞機 - 也就是后来的若望·保祿二世会继任）

### 当选前是候选教宗者
- 本篤十五世
- 庇護十二世
- 保祿六世

### “必定当选”却最终落选的候选教宗
- 朱塞佩·斯利樞機（Cardinal Giuseppe Siri）分别在1958年、1963年、1978年8月及1978年10月教宗選舉秘密會議中被認為“必定当选”却从未当选。
- 乔万尼·贝纳利樞機（Cardinal Giovanni Benelli）“必定”会在1978年10月取代他的好友若望·保禄一世成為教宗，却以微弱劣势输给卡罗尔·约泽夫·沃伊蒂瓦樞機（Cardinal Karol Józef Wojtyla）。
- 马亚诺·拉姆波拉樞機（Cardinal Mariano Rampolla）– 利奧十三世的国务卿，在1903年教宗选举秘密會議期間遭到了天主教克拉科夫总教区总主教简·莫里西·帕韦尔·普切纳·德·科西斯科樞機（Cardinal Jan Maurycy Pawel Puzyna de Kosielsko）代表奥地利皇帝弗朗茨·约瑟夫一世（King Franz Josef I）否决。在拉姆波拉樞機被否决后，约瑟·迈尔齐奥瑞·萨托樞機（Cardinal Giuseppe Melchiorre Sarto）被选为教宗，成为庇护十世。

### 20世纪产生教宗的主教教区
- 天主教威尼斯宗主教区（意大利）：4名（利奧十三世，庇護十世，若望二十三世，若望·保祿一世）
- 天主教米兰总教区（意大利）：2名（庇护十一世，保祿六世）
- 天主教博洛尼亚总教区（意大利）：1名（本篤十五世）
- 天主教克拉科夫总教区（波兰）：1名（若望·保祿二世）
- 沒有教區的主教：1名（庇护十二世 – 任命為國務卿）

### 教宗当选时的平均年龄
65岁

### 20世纪当选教宗年龄
- 庇護十世 68
- 本篤十五世 60
- 庇护十一世 65
- 庇护十二世 63
- 若望二十三世 77
- 保祿六世 65
- 若望·保祿一世 65
- 若望·保祿二世 58